# ABC4ü Bay 97
Der ABC4ü Bay 97 war ein Drehgestell-Durchgangswagen mit Seitengang, der mit der Blatt-Nr. 89 für die K.Bay.Sts.B. zum Einsatz im Schnellzugverkehr gebaut wurde. Er führte alle drei Klassen. Im Gegensatz zu den Wagen nach Blatt Nr. 90 waren diese für den Übergang zu fremden Bahnen nicht geeignet.

## Konstruktive Merkmale

### Untergestell
Wie schon bei den Wagen nach Blatt 75 wurde der Grundrahmen des mit dem Wagenkasten verbundenen Untergestells komplett aus Holz aufgebaut, welches teilweise – z. B. für die äußeren Längsträger – mit aufgeschraubten Winkeleisen verstärkt wurde. Für die Querträger wurden ebenfalls hölzerne Profile verwendet. Man versprach sich durch diese Bauweise für hochwertige Wagen einen ruhigeren Lauf. Die hölzernen Querträger zur Aufnahme der Drehschemelpfannen wurden ebenfalls mit Winkeleisen armiert. Zur Unterstützung der äußeren Längsträger wurde wegen des großen Radstandes auf beiden Seiten ein Sprengwerk mit nachstellbaren Zugstangen angebaut. Die Pufferbohlen waren komplett aus Walzprofilen aufgebaut. Als Zugeinrichtung hatten die Wagen Schraubenkupplungen mit Sicherheitshaken nach VDEV, die Zugstange war durchgehend und mittig gefedert. Als Stoßeinrichtung besaßen die Wagen Stangenpuffer mit einer Einbaulänge von 650 mm, die Pufferteller hatten einen Durchmesser von 370 mm.

### Laufwerk
Die Wagen hatten Drehgestelle bayerischer Bauart mit kurzem Radstand von 2.500 mm mit aus Blechen und Winkeln genietetem Rahmen. Gelagert waren die Achsen in Gleitachslagern. Die Räder hatten Speichenradkörper und einen Raddurchmesser von 1014 mm der Bayerischen Form 39.
Die Handbremsen befanden jeweils im geschlossenen Übergang an einem Wagenende. Alle Wagen waren mit Druckluftbremsen des Typs Westinghouse ausgestattet.

### Wagenkasten
Das Wagenkastengerippe bestand aus einem hölzernen Ständerwerk. Es war außen mit Blech und innen mit Holz verkleidet. Die Seitenwände waren glatt und bis über die äußeren Längsträger heruntergezogen. Die Wagen besaßen ein Tonnendach mit Oberlichtaufbau.
Der Innenraum war in insgesamt sechs Abteile sowie einem Halb-Abteil (2.-Klasse) aufgeteilt. Das Abteil der 1.-Klasse hatte insgesamt vier Polstersitze, die zweieinhalb Abteile der 2.-Klasse zusammen 15. Die vier Abteile der 3.-Klasse waren mit Holzlattenbänken ausgestattet und boten je Abteil acht Sitzplätze. Für den militärischen Transport wurden einundzwanzig Plätze für Offiziere und vierundzwanzig für Mannschaften ausgewiesen. Die Abteile waren mit Schiebetüren zum Seitengang hin abgeschlossen.

### Ausstattung
Außer bei den Wagen 1401, 1403 und 1408 konnten die Sitze der 1.-Klasse in Schlafgelegenheiten umgebaut werden. Das Halbabteil der 2.-Klasse konnte bei Bedarf zur 1.-Klasse hochgestuft werden.
An beiden Wagenenden befanden sich Aborte, die mit Waschgelegenheiten kombiniert waren.
Zur Beheizung verfügten die Wagen über eine Dampfheizung. Die Belüftung erfolgte über Lüfter im Oberlichtbereich bzw. über die versenkbaren Fenster.
Die Beleuchtung der Wagen erfolgte durch Gaslampen. Die zwei Vorratsbehälter hingen in Wagenlängsrichtung am Rahmen. Ab den 1930er Jahren erfolgte eine Umrüstung auf elektrische Beleuchtung.

## Bemerkung
Beim Umbau 1930 wurden Änderungen an den Toiletten vorgenommen. Die Seitenwände der Abteilseiten erhielten an Stelle der schmalen Doppelfenster große Einzelfenster je Abteil.
Der Wagen 14 475 war 1939 in München stationiert und fuhr dort als C4ü Bay 97.

## Skizzen, Musterblätter, Fotos

Zeichnung zu AB4ü Bay 97
Zeichnung zu AB4ü Bay 97/30

## Wagennummern
Die Daten sind dem Wagenpark-Verzeichnis der Kgl.Bayer.Staatseisenbahnen, aufgestellt nach dem Stande vom 31. März 1913, sowie den Büchern von Emil Konrad (Reisezugwagen der deutschen Länderbahnen, Band II) und  Alto Wagner (Bayerische Reisezugwagen) entnommen.
| Blatt-Nr. Herstelld.         | Blatt-Nr. Herstelld.         | Blatt-Nr. Herstelld.         | Gattungszeichen je Epoche Wagennummern je Epoche(mit Direktionsangaben) | Gattungszeichen je Epoche Wagennummern je Epoche(mit Direktionsangaben) | Gattungszeichen je Epoche Wagennummern je Epoche(mit Direktionsangaben) | Gattungszeichen je Epoche Wagennummern je Epoche(mit Direktionsangaben) | Gattungszeichen je Epoche Wagennummern je Epoche(mit Direktionsangaben) | Gattungszeichen je Epoche Wagennummern je Epoche(mit Direktionsangaben) | Gattungszeichen je Epoche Wagennummern je Epoche(mit Direktionsangaben) | Fahrwerk / Ausstattung (siehe jeweilige Legende) | Fahrwerk / Ausstattung (siehe jeweilige Legende) | Fahrwerk / Ausstattung (siehe jeweilige Legende) | Fahrwerk / Ausstattung (siehe jeweilige Legende) | Fahrwerk / Ausstattung (siehe jeweilige Legende) | Fahrwerk / Ausstattung (siehe jeweilige Legende) | Fahrwerk / Ausstattung (siehe jeweilige Legende) | Fahrwerk / Ausstattung (siehe jeweilige Legende) | Fahrwerk / Ausstattung (siehe jeweilige Legende) | Fahrwerk / Ausstattung (siehe jeweilige Legende) | Zusatzinfos    | Zusatzinfos |
| Bau- jahr                    | Her- steller                 | Anz.                         | ab 1907                                                                 | Rep. (1919)                                                             | DR (ab 1923)                                                            | DRG (ab 1930)                                                           | DRG n. Umbau                                                            | Ausge- mustert                                                          | letzt. Heimat-Bf.                                                       | Brem- sen                                        | Bl.                                              | Hz.                                              | Art u.Anz. Abteile (Sitze je Klasse)             | Art u.Anz. Abteile (Sitze je Klasse)             | Art u.Anz. Abteile (Sitze je Klasse)             | Art u.Anz. Abteile (Sitze je Klasse)             | Art u.Anz. Abteile (Sitze je Klasse)             | Mil.                                             | Mil.                                             | Sig- nal- hlt. | Bemer- kung |
| Blatt-Nr. aus WV von Gattung | Blatt-Nr. aus WV von Gattung | Blatt-Nr. aus WV von Gattung | 89 1913 ABCCü                                                           |                                                                         | ABC4ü Bay 97                                                            | ABC4ü Bay 97                                                            | ABC4ü Bay 97/30                                                         |                                                                         |                                                                         |                                                  |                                                  |                                                  | A                                                | 1.                                               | 2.                                               | 3.                                               | 4.                                               | O                                                | M                                                |                |             |
| ---------------------------- | ---------------------------- | ---------------------------- | ----------------------------------------------------------------------- | ----------------------------------------------------------------------- | ----------------------------------------------------------------------- | ----------------------------------------------------------------------- | ----------------------------------------------------------------------- | ----------------------------------------------------------------------- | ----------------------------------------------------------------------- | ------------------------------------------------ | ------------------------------------------------ | ------------------------------------------------ | ------------------------------------------------ | ------------------------------------------------ | ------------------------------------------------ | ------------------------------------------------ | ------------------------------------------------ | ------------------------------------------------ | ------------------------------------------------ | -------------- | ----------- |
| 1897                         | MAN                          | 8                            | 1 401                                                                   |                                                                         | 23 001 Nür                                                              | 14 473 Nür                                                              |                                                                         | xx/1933                                                                 | Nürnberg                                                                | Pl; Wsbr;                                        | 4                                                |                                                  | Ggl                                              | D                                                | 2                                                | 4                                                | 15                                               | 32                                               |                                                  |                |             |
| 1897                         | MAN                          | 8                            | 1 402                                                                   |                                                                         | 23 002 Nür                                                              | 14 474 Nür                                                              |                                                                         | xx/193?                                                                 | Nürnberg                                                                | Pl; Wsbr;                                        | 4                                                |                                                  | Ggl                                              | D                                                | 2                                                | 4                                                | 15                                               | 32                                               |                                                  |                |             |
| 1897                         | MAN                          | 8                            | 1 403                                                                   |                                                                         | 23 001 Au                                                               | 14 475 Au                                                               |                                                                         | 1945?                                                                   | Hannover                                                                | Pl; Wsbr;                                        | 4                                                | Altschadwagen                                    | Ggl                                              | D                                                | 2                                                | 4                                                | 15                                               | 32                                               |                                                  |                |             |
| 1897                         | MAN                          | 8                            | 1 404                                                                   |                                                                         | 23 002 Au                                                               | 14 476 Au                                                               | 14 476 Au                                                               | 1945?                                                                   | Augsburg                                                                | Pl; Wsbr;                                        | 4                                                |                                                  | Ggl                                              | D                                                | 2                                                | 4                                                | 15                                               | 32                                               |                                                  |                |             |
| 1897                         | MAN                          | 8                            | 1 405                                                                   |                                                                         | 23 003 Au                                                               | 14 477 Mü                                                               |                                                                         | xx/193x                                                                 | Regensburg                                                              | Pl; Wsbr;                                        | 4                                                |                                                  | Ggl                                              | D                                                | 2                                                | 4                                                | 15                                               | 32                                               |                                                  |                |             |
| 1897                         | MAN                          | 8                            | 1 406                                                                   |                                                                         | 23 001 Mü                                                               | 14 478 Mü                                                               | 14 478 Mü                                                               | 1945?                                                                   | München                                                                 | Pl; Wsbr;                                        | 4                                                |                                                  | Ggl                                              | D                                                | 2                                                | 4                                                | 15                                               | 32                                               |                                                  |                |             |
| 1897                         | MAN                          | 8                            | 1 407                                                                   |                                                                         | 23 002 Mü                                                               | 14 479 Mü                                                               |                                                                         | 1945?                                                                   | München                                                                 | Pl; Wsbr;                                        | 4                                                |                                                  | Ggl                                              | D                                                | 2                                                | 4                                                | 15                                               | 32                                               |                                                  |                |             |
| 1897                         | MAN                          | 8                            | 1 408                                                                   |                                                                         | 23 003 Mü                                                               | 14 480 Nür                                                              |                                                                         | xx/193x                                                                 | Nürnberg                                                                | Pl; Wsbr;                                        | 4                                                |                                                  | Ggl                                              | D                                                | 2                                                | 4                                                | 15                                               | 32                                               |                                                  |                |             |